# Zhang Yimou
Zhang Yimou (IPA: [tʂɑ́ŋ îmɤ̌ʊ̯]) (張藝謀T, 张艺谋S, Zhāng YìmóuP; Xi'an, 14 novembre 1950) è un regista, sceneggiatore, attore, direttore della fotografia e produttore cinematografico cinese, considerato uno dei cineasti più importanti di quella che viene comunemente chiamata 'quinta generazione', e ha ricevuto tre candidature agli Oscar nella categoria miglior film straniero per Ju Dou, per Lanterne rosse e per Hero.

## Biografia

### Gli inizi
Dopo aver lavorato nelle campagne e in una fabbrica tessile durante il periodo della Rivoluzione culturale, nel 1978, con la riapertura della Beijing Film Academy di Pechino in seguito alle riforme di Deng Xiaoping, Zhang partecipò ad un concorso per l'ammissione all'Istituto, superando l'esame ma venendo escluso per limiti d'età; dopo un ricorso venne ammesso al Dipartimento di fotografia dello stesso Istituto. Lui stesso ha dichiarato:
(F. Merkel, Zhang Yimou, p. 9)
Zhang si diploma alla Beijing Film Academy nel 1982, insieme ai compagni e amici compatrioti Chen Kaige e Tian Zhuangzhuang. Inizia allora a lavorare come direttore della fotografia per i Guangxi Film Studios. Il suo primo lavoro avviene nel film One and Eight, realizzato nel 1984.
Collabora poi con Chen Kaige, sempre come direttore della fotografia, per uno dei più importanti film della cinematografia cinese degli anni ottanta, Terra gialla (1984), più tardi considerato come il film d'esordio della cosiddetta 'quinta generazione' di registi cinesi. Zhang continua a lavorare con Chen anche per il film seguente, La grande parata (1986).

### Il debutto da attore e quello da regista
Nel 1985, il regista della 'quarta generazione' Wu Tianming invita Zhang agli Xi'an Film Studios, dei quali era a capo, per un suo nuovo progetto, Old Well. In cambio, Zhang ottenne da Wu la promessa del supporto logistico da parte dello studio per il suo debutto registico. Dopo aver completato le riprese del film come fotografo e attore, - ed aver vinto grazie alla propria interpretazione il premio come miglior attore al Tokyo International Film Festival - Zhang preparò il suo debutto dietro la macchina da presa, Sorgo rosso (1987).
Il film catapultò Zhang nell'Olimpo della cinematografia mondiale, ottenendo un grande successo di critica e l'Orso d'oro al Festival internazionale del cinema di Berlino. In Sorgo rosso si riconosce lo stile visuale sontuoso nel narrare le vicende caratteristico dei primi lavori di Zhang, tra i quali vanno menzionati Ju Dou (1989) e il celebre Lanterne rosse (1991), entrambi prodotti con capitali stranieri e candidati all'Oscar come miglior film straniero. Per Lanterne rosse Zhang vince il Leone d'argento per la miglior regia alla Mostra internazionale d'arte cinematografica di Venezia. 

### La svolta
La storia di Qiu Ju (1992) segnò un punto di svolta importante nella regia di Zhang, che decide di usare attori non professionisti insieme alla sua collaboratrice fissa da lungo tempo Gong Li per ottenere un effetto neorealista nel raccontare le vicende della popolazione cinese contro una crudele burocrazia. La storia di Qiu Ju partecipa alla Mostra internazionale d'arte cinematografica di Venezia, vincendo il Leone d'oro e la Coppa Volpi per Gong Li. Dopo aver completato questo film, Zhang realizzò allora Vivere! (1994), un film basato sul celebre romanzo di Yu Hua, che offre uno spaccato epico della vita della popolazione ordinaria cinese. Al Festival di Cannes il protagonista Ge You vince il premio come miglior attore.
Zhang completa questa fase della sua carriera con il film di gangster Shanghai Triad - La triade di Shangai (1995). La maggior parte dei film di Zhang della metà degli anni novanta vedono protagonista l'attrice cinese Gong Li, con la quale Zhang intrattenne una relazione sentimentale terminata proprio durante la produzione de La triade di Shangai.
Il suo film seguente, La strada verso casa (1999), è un racconto romantico in forma di flashback che ruota attorno all'amore tra i genitori del narratore. Il film vede anche il debutto di Zhang Ziyi, che poi collaborerà col regista in altre pellicole. Come ne La storia di Qiu Ju, Zhang ritorna all'abitudine neorealista di impiegare attori non professionisti. In alcuni casi arriva al punto di modificare addirittura i nomi della sceneggiatura per adattarli agli attori, come nel caso di Non uno di meno, film che vale al regista il secondo Leone d'oro alla Mostra internazionale d'arte cinematografica di Venezia.
Nel 1997 al teatro comunale di Firenze ha curato la regia della Turandot di Giacomo Puccini prodotta dal Maggio Musicale Fiorentino. Nel 1998 l'opera è stata replicata in Cina, nella Città Proibita di Pechino, e il tour è proseguito negli anni successivi in diverse parti del modo. Nel 2012 Zhang tornerà alla regia dell'opera a Firenze e in Giappone, con la conduzione di Zubin Mehta.

### Gli anni duemila
I progetti successivi di Zhang riguardano l'ambizioso film wuxia Hero (2002), seguito al suo secondo film sulla vita in una città cinese moderna, La locanda della felicità (2000). All'epoca in cui è stato girato, Hero è diventato il più costoso film della storia del cinema cinese, ed il più ambizioso progetto del regista. Il film è uscito nelle sale in Occidente, però solo due anni dopo il suo rilascio in Cina, grazie alle insistenze del regista statunitense Quentin Tarantino, grande amante di Zhang, che convinse la Miramax a distribuire la pellicola negli USA dopo l'uscita del suo Kill Bill. Il film è stato uno dei pochi non in lingua inglese a raggiungere la vetta del box office americano.
Due anni dopo, Zhang ha voluto ripetere l'esperienza del wuxia, dichiarando, anzi, che Hero era solo un "esperimento", quasi un esercizio di stile preparatorio al vero wuxia che avrebbe voluto realizzare. Nel 2004 esce in tutto il mondo La foresta dei pugnali volanti, che ripete ed anzi aumenta il successo del film precedente internazionalmente.
Nel 2007 ha presieduto la giuria della Mostra internazionale d'arte cinematografica di Venezia. L'8 agosto 2008 ha diretto la cerimonia d'apertura delle XXIX Olimpiade di Pechino (Giochi della XXIX Olimpiade Summer Olympic Games). Il palcoscenico della spettacolare cerimonia è stato il Nido d'uccello, il nuovo stadio olimpico della capitale cinese inaugurato per i giochi.
Nel maggio 2013 sono emerse voci secondo le quali avrebbe avuto sette bambini, infrangendo la legge del figlio unico Nel 2014 Zhang è stato riconosciuto colpevole di aver avuto 3 bambini ed ha dovuto pagare una multa allo stato pari a 1.2 milioni di dollari in valuta locale.
Nell'agosto 2018 la Biennale di Venezia annuncia di aver attribuito al regista il Jaeger-LeCoultre Glory to the Filmmaker della settantacinquesima Mostra internazionale d'arte cinematografica di Venezia, premio dedicato a una personalità che abbia segnato in modo particolarmente originale il cinema contemporaneo.
Nel 2024 il Far East Film Festival di Udine gli assegna il premio Gelso d'oro alla carriera.

## Filmografia

### Regista

#### Lungometraggi
- Sorgo rosso (Hong gao liang) (1987)
- Daihao meizhoubao (1989), co-regia con Yang Fengliang
- Ju Dou (1990), co-regia con Yang Fengliang
- Lanterne rosse (Da hong deng long gao gao gua) (1991)
- La storia di Qiu Ju (Qiu Ju da guan si) (1992)
- Vivere! (Huozhe) (1994)
- Shanghai Triad - La triade di Shangai (Yao a yao yao dao waipo qiao) (1995)
- Keep Cool (You hua hao hao shuo) (1997)
- Non uno di meno (Yi ge dou bu neng shao) (1999)
- La strada verso casa (Wo de fu qin mu qin) (1999)
- La locanda della felicità (Xingfu shiguang) (2001)
- Hero (Ying xiong) (2002)
- La foresta dei pugnali volanti (Shi mian mai fu) (2004)
- Mille miglia... lontano (Qian li zou dan qi) (2005), co-regia con Yasuo Furuhata
- La città proibita (Man cheng jin dai huang jin jia) (2007)
- Sangue facile (A Simple Noodle Story / San qiang pai an jing qi) (2009)
- Under the Hawthorn Tree (2010)
- I fiori della guerra (Jin líng shí san chai) (2011)
- Lettere di uno sconosciuto (Gui lai) (2014)
- The Great Wall (2016)
- Shadow (Ying) (2018)
- One Second (Yi miao zhong) (2020)
- Cliff Walkers (Xuányá zhī shàng) (2021)
- Sniper (Jū jí shǒu) (2022), co-regia con Zhang Mo
- Full River Red (Man Jiang Hong) (2023)
- Under the Light (Jian Ru Pan Shi) (2023)
- Article 20 (Dì èr shí tiáo) (2024)

#### Documentari
- Lumière and Company (1995)

#### Cortometraggi
- Guardando il film (En regardant le film), episodio di Chacun son cinéma (2007)

#### Altro
- Giochi della XXIX Olimpiade (2008): Regia della cerimonia di apertura dei Giochi Olimpici

### Sceneggiatore
- Hua hun (1994)
- Hero (Ying xiong) (2002)
- La foresta dei pugnali volanti (Shi mian mai fu) (2004)
- Mille miglia... lontano (Qian li zou dan qi) (2005)
- La città proibita (Man cheng jin dai huang jin jia) (2007)
- Shadow (影S) (2018)

### Attore
- Lao jing (1986)
- Sorgo rosso (Hong gao liang) (1987)
- Qin yong (1989)
- Keep Cool (You hua hao hao shuo) (1997)

### Produttore
- Hero (2002)
- La foresta dei pugnali volanti (2004)
- Mille miglia... lontano (2005)
- La città proibita (2007)
- Beijing 2022 (2023)